# Ellsworth County
Ellsworth County je okres ve státě Kansas v USA. K roku 2010 zde žilo 6 497 obyvatel. Správním městem okresu je Ellsworth. Celková rozloha okresu činí 1 874 km².